# 科因科

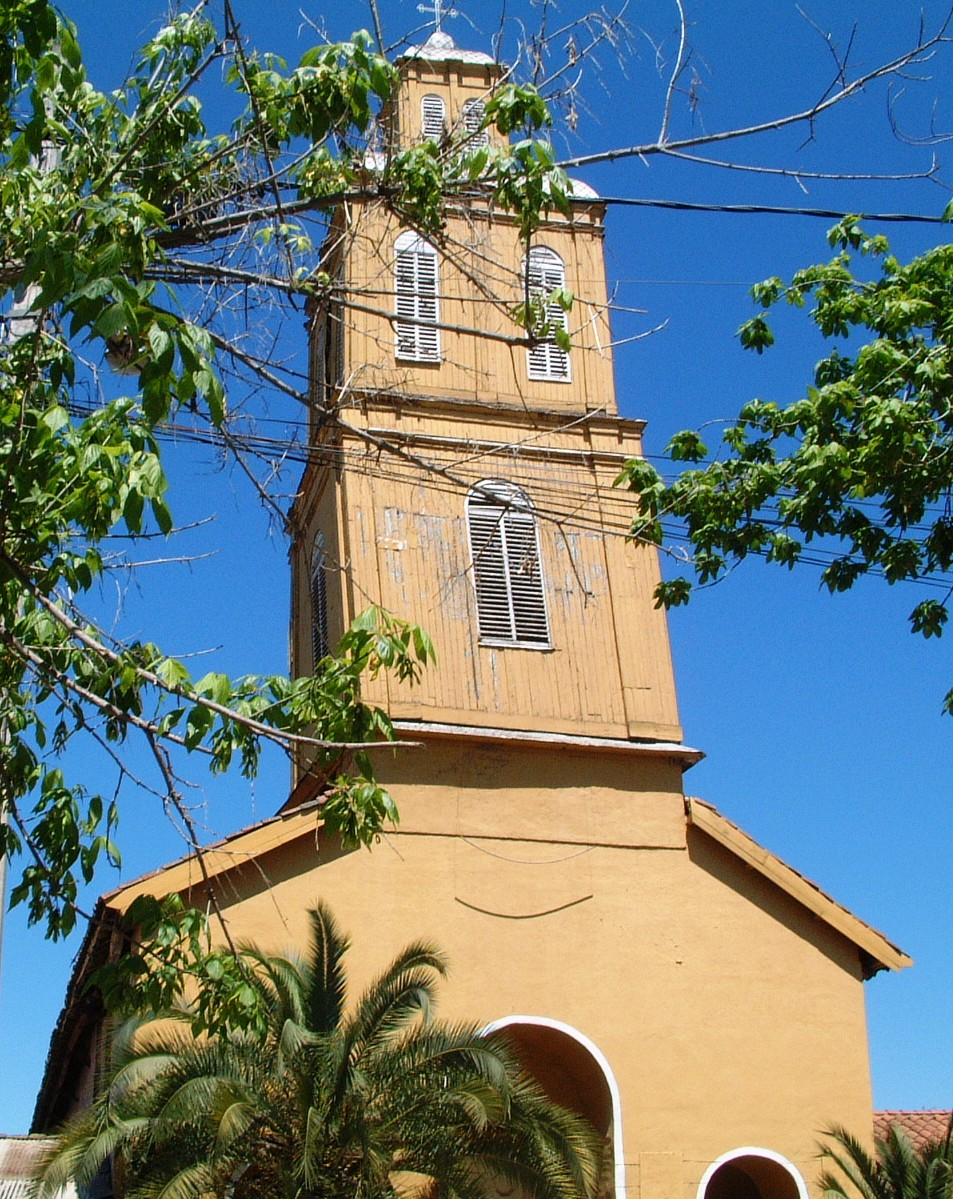

科因科（西班牙語：Coinco），是智利的城鎮，位於該國中部奧伊金斯將軍解放者大區的卡查波阿爾省，始建於1872年11月9日，面積98.2平方公里，海拔高度336米，2012年人口6,709人，人口密度每平方公里68人。